# Andrena roripae
Andrena roripae är en biart som beskrevs av Osytshnjuk 1993. Andrena roripae ingår i släktet sandbin, och familjen grävbin. Inga underarter finns listade i Catalogue of Life.